# 桦叶四蕊槭
桦叶四蕊槭（学名：Acer tetramerum var. betulifolium）为槭树科枫属下的一个变种。

## 扩展阅读
- 維基物種上的相關：桦叶四蕊槭